# Helene Böhlau
Helene Böhlau, írói álneve: Al Raschid Bey (Weimar, 1856. november 22. – Augsburg, 1940. március 26.) német írónő.  

## Élete
A weimari kiadó Hermann Böhlau és felesége, Therese Thon lánya volt. Gondos magánoktatásban részesült, szellemi látóköre bővítése érdekében több külföldi utazásra is elküldték. Egyik Közel-Keleti útján ismerkedett meg az építész Friedrich Arnd-dal, akivel egymásba szerettek. Mivel Arnd már nős volt, azért, hogy már meglévő felesége mellé Helenét is elvehesse felvette az iszlám vallást, s ettől kezdve Omar al Raschid Bey-nek nevezte magát. Helenét emiatt apja kitagadta. Az 1886-os esküvő után egy évig Konstantinápolyban élt, majd miután Arnd elvált első feleségétől, Münchenbe költözött. Helene Böhlau saját, leánykori nevén kezdett el publikálni, néha ehhez hozzáfűzte a "Frau al Raschid Bey" kiegészítést.  Férje 1911-es halála után Ingolstadtban, Münchenben, Widdersbergben és Augsburgban élt. 1895-ben született fia, Omar Hermann.
Kora egyik legfontosabb írója volt, elnyerte a német Schiller-alapítvány (Deutsche Schillerstiftung) díját. 1901-ben Max Lesser Gerhart Hauptmann-nal, Hugo von Hofmannsthal-lal és Peter Altenberggel együtt a legfontosabb kortárs német nyelvű írónak nevezte. 1882-ben kezdte irodalmi pályafutását, regényeket és novellákat alkotott.  Első regénye 1888-ban jelent meg Reines Herzens schuldig címmel. A naturalizmus hatását tükröző feminista regényei: Der Rangierbahnhof (1896), Das Recht der Mutter (1896) és Halbtier! (1899) felkeltette kortársai figyelmét, s összességében pozitív kritikákat kapott, a nagyközönség inkább a Ratsmädelgeschichten (1888) és az Altweimarischer Histories című sorozat (első kötet megjelenése: 1897) szerzőjeként ismerte meg.

## Munkái

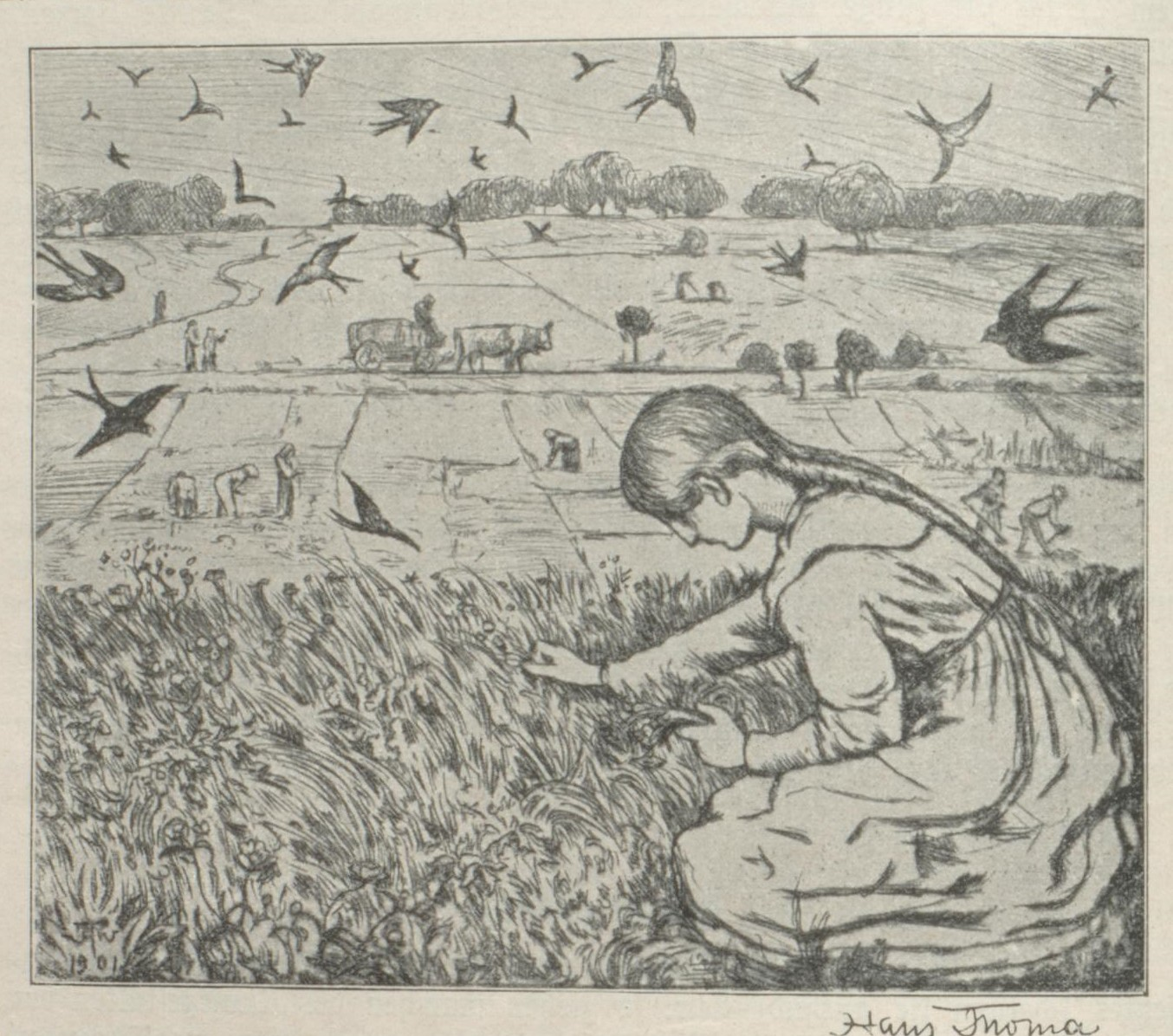
Hans Thoma metszete a Sommerbuch-ban

- Novellen, 1882 (Neuausgabe unter dem Titel Salin Kaliske, 1902; Inhalt: Im Banne des Todes; Salin Kaliske; Maleen)
- Der schöne Valentin. Die alten Leutchen. Zwei Novellen, 1886
- Reines Herzens schuldig. Roman, 1888
- Herzenswahn. Roman, 1888
- Rathsmädelgeschichten, 1888
- Im Trosse der Kunst und andere Novellen, 1889
- In frischem Wasser. Roman. 2 Bde. 1891
- Der Rangierbahnhof. Roman, 1896 – Neu hg. von Henriette Herwig, Turmhut, Mellrichstadt, 2004, ISBN 3-936084-44-0
- Das Recht der Mutter. Roman, 1896
- Altweimarische Liebes- und Ehegeschichten, 1897
- Ratsmädel- und Altweimarische Geschichten, 1897
- Im alten Rödchen bei Weimar. Das ehrbußliche Weibchen. Zwei Novellen, 1897
- Die verspielten Leute. Des Zuckerbäckerlehrlings Johannisnacht. Zwei Novellen, 1897
- Verspielte Leute. Roman, 1898
- Schlimme Flitterwochen. Novellen, 1898
- Glory, Glory Hallelujah. Roman, 1898
- Das Brüller Lager. Roman, 1898
- Halbtier! Roman, 1899. Neu hg. von Henriette Herwig, Turmhut, Mellrichstadt, 2004, ISBN 3-936084-42-4
- Philister über dir! Schauspiel, 1900
- Sommerbuch. Altweimarische Geschichten, 1903
- Die Kristallkugel. Eine Altweimarische Geschichte, 1903
- Sommerseele. Muttersehnsucht. Zwei Novellen, 1904
- Die Ratsmädchen laufen einem Herzog in die Arme, 1905
- Das „Haus zur Flamm.“ Roman, 1907
- Kußwirkungen. Erzählungen, 1907
- Isebies. Die Geschichte eines Lebens. Roman, 1911
- Gudrun, 1913
- Der gewürzige Hund. Roman, 1916
- Ein dummer Streich, 1919
- Im Garten der Frau Maria Strom. Roman, 1922
- Die Ratsmädel gehen einem Spuk zu Leibe. Erzählungen, 1923
- Die leichtsinnige Eheliebste: Ein Liebeswirrwarr. Roman, 1925
- Die kleine Goethemutter. Roman, 1928
- Kristine. Roman, 1929
- Böse Flitterwochen. Roman, 1929
- Eine zärtliche Seele. Roman, 1930
- Föhn. Roman, 1931
- Spuk in Alt-Weimar. Erzählungen, 1935
- Die drei Herrinnen. Roman, 1937
- Goldvogel. Erzählungen, 1939
- Jugend zu Goethes Zeit, 1939
- Werke. 9 Bde., 1929

## Fordítás
- Ez a szócikk részben vagy egészben  a   Helene Böhlau című német Wikipédia-szócikk ezen változatának fordításán alapul.  Az eredeti cikk szerkesztőit annak laptörténete sorolja fel. Ez a jelzés csupán a megfogalmazás eredetét és a szerzői jogokat jelzi, nem szolgál a cikkben szereplő információk forrásmegjelöléseként.